# Anisodes metamorpha
Anisodes metamorpha là một loài bướm đêm trong họ Geometridae.